# Mexicaans-Indiaanse oorlogen
De Mexicaans-Indiaanse oorlogen waren een reeks conflicten tussen de legers van Spanje, en later Mexico, Guatemala, Honduras, El Salvador en Belize tegen de inheemse Indiaanse volkeren op het grondgebied van het huidige Mexico en omliggende landen, inclusief het Zuidwesten van de Verenigde Staten. Deze woelige periode begon met de Spaanse verovering van het Azteekse Rijk in 1519, en ging door tot in de jaren 1930. Zelfs tot op heden zijn bepaalde ongeregeldheden terug te voeren tot deze periode.

## Lijst van conflicten
- Acaxee-rebellie (1601–1607)
- Apachen-Mexico oorlogen (1600–1930)
- Spaanse verovering van het Azteekse Rijk (1519–1521)
- Beleg van Tenochtitlan (ca. 1675)
- Kastenoorlog (1847–1933)
- Chichimeken-oorlog (1550–1590)
- Chimayó-rebellie (1837)
- Chumash-opstand (1824)
- Comanche-Mexico oorlogen (1821-1870s)
- Mixtón-oorlog tegen het Caxcanvolk (1540-1542)
- Pima-revolte (1751–1752)
- Pueblo-opstand (1680–1692)
- Tepehuano-revolte (1616–1620)
- Tzeltal-rebellie (1712)
- Yaqui-oorlogen (1533–1929)
- Chiapas-conflict (Zapatisten, 1994-heden)